# Magnetoencefalografie
Magnetoencefalografia (MEG) este o tehnică de imagistică neurală funcțională pentru cartografierea activității creierului prin înregistrarea câmpurilor magnetice produse de curenții electrici ce apar în mod natural în creier, folosind magnetometre foarte sensibile. Un ansamblu de senzori SQUID (dispozitive supraconductoare cu interferență cuantică) sunt în prezent cele mai frecvente magnetometre folosite, în timp ce dispozitivele SERF (magnetometre cu precesie nucleară) se află încă în cercetare. Aplicațiile MEG includ cercetarea de bază in procesele cerebrale perceptive și cognitive, localizarea regiunilor afectate de diferite patologii înaintea unor intervenții chirurgicale, determinarea funcțiilor diferitelor părți ale creierului, și neuro-feedback. Acest lucru poate fi aplicat într-un cadru clinic pentru localizarea unor anomalii, precum și într-un cadru experimental pentru măsurarea activității creierului.